# Петлиця

Петлиця полковника УСС з відповідними знаками розрізнення (1914—1918)

Петли́ця — парна або поодинока нашивка, знак розрізнення військового звання, роду військ тощо. Виготовлена з галуна, тасьми, вишита золотою або срібною ниттю (шита петлиця), з кольорової матерії або металу на комірі військовій формі, знак розрізнення військового звання, (інколи — військової частини; групи чинів: генералітету / офіцерів / солдатів; родів військ). Початково (у XVIII ст.) були декоративним оздобленням петель каптану, звідки і отримали свою назву "петлиці". Історичні варіанти назви: шлейфи (в Російській імперії періоду  царювання Петра III, у 1762 р.), клапани (для петлиць з тканини).

## Використання

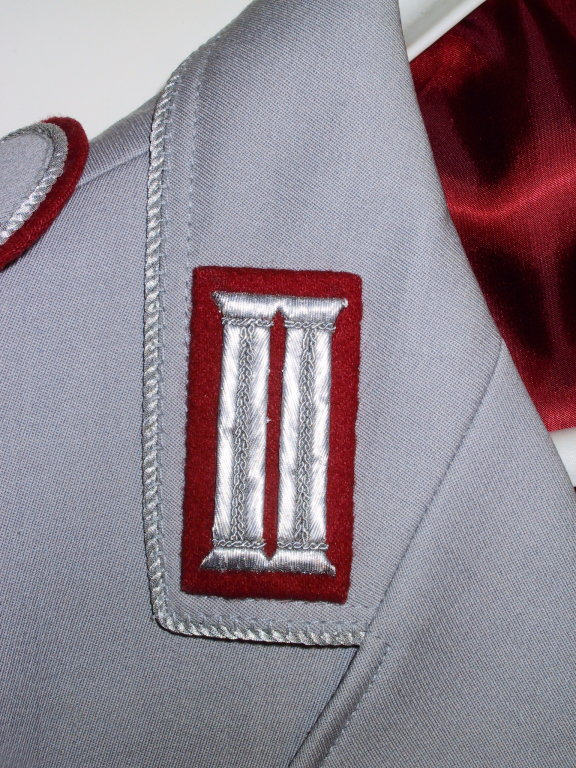
Петлиця на формі одягу офіцера армії Німеччини

Петлиці як деталь військового однострою довгий час використовуються в багатьох країнах світу, виконуючи різноманітні функції, такі як позначення звання чи категорії військовика, роду військ, номер військового підрозділу чи його місце у більшому формуванні.
В деяких історичних державах (Третій Рейх, Австро-Угорщина, СРСР) використання петлиць для позначення звання чи рангів було дуже поширене. В таких країнах, як Австрія, Китай, Північна Корея, петлиці використовуються для позначення звання військовика. У збройних силах Німеччини петлиці вказують на клас військовослужбовців, петлиці солдатів, офіцерів та генералів мають різний вигляд. У Великій Британії петлиці мають військовослужбовці в званні від полковника й вище, що вказує на їхній статус.
Зазвичай петлиці можуть нести на собі ґудзики, шиття, облямівку, знаки розрізнення рангу (зірочки чи стрічки), емблеми родів військ.

## Україна

### Українські січові стрільці(1914—1918)
Українські січові стрільці, українське добровольче національне формування (легіон) у складі австро-угорської армії мало такі ж знаки розрізнення, як і інші підрозділи цісарського війська. Звання хоч і мали українську назву, але були порівняні до австро-угорських. Знаки розрізнення були на петлицях (для УСС синього кольору) у вигляді шестипроменевих зірочок та галунів (широкого для штаб-офіцерів, вузького для хорунжого та підхорунжого). У 1915 році був виданий указ щодо використання добровольцями чотирьохпроменевих зірочок як знаків розрізнення, замість шестипроменевих, також змінювалося їх розташування на петлицях. Але це нововведення не набуло широкого розповсюдження. Наприкінці 1916 року у Австро-Угорській імперії була введена нова форма, для якої не передбачалися кольорові петлиці. Знаки розрізнення кріпилися на комірі мундиру, за ними нашивалися вертикальні кольорові стрічки (для українського легіону жовта та блакитна стрічки).

### Армія УНРтаУкраїнська Держава (Гетьманат)
Опісля видачі Наказу Військового міністерства Ч. 137 від 29 березня 1918 року міністром Олександром Жуковським були затверджені петлиці, які несли на собі інформацію про ранг військовика та його рід військ. На старшинських петлицях, ранги зазначалися поперечними стрічками та п'ятипроменевими зірочками, на отаманських петлицях з булавою, ранг зазначався кількістю таких же зірочок. У козаків та старшин, в нижній частині петлиці розміщувалася емблема роду військ. Після приходи гетьмана Скоропадського до влади, та його військових реформ петлиці зникають, а функцію знаків розрізнення переходить до погонів (16 червня 1918 року).

Полковник УГА Г.Стефанів з відповідними знаками розрізнення

Січові Стрільці підрозділ сформований з українців Галіції, військовослужбовців цісарського війська, що потрапили у російський полон від час Першої Світової війни, використовували петлиці з літерами «СС» (сині з жовтими літерами, чи жовті з синіми).
Наказом військам дієвої армії УНР ч. 80 (9 квітня 1919 року) петлиці знову були поновлені як носії знаків розрізнення. На петлицях ромбічної форми, комбінацією поперечних стрічок вказувалося військове звання військовослужбовця: вузькі — для підстаршин, середні — для старшин, широкі — для булавної старшини та широкі з «генеральським зиґзаґом» — для отаманної старшини. З 24 квітня 1919 року, знаки розрізнення перейшли на рукава одностроїв (наказ ГУВ УНР ч. 276).
Згідно з наказом ГУВ УНР ч. 16 від 30 березня 1920 року, було затверджено використання нових знаків розрізнення, які носили на петлицях. Звання військовика вказувалося комбінацією п'ятипроменевих зірочок та стрічок. Генеральна старшина також носила на петлицях «Тризуб».

### Українська Галицька армія(1919—1920)
Українська Галицька армія (УГА) регулярна армія Західно-Української Народної Республіки (ЗУНР). 22 квітня 1919 року розпорядом (наказом) державного секретаріату військових справ (ДСВС) Західної області УНР було регламентовано однострій військовослужбовців. Згідно з наказом, на комірах з'являються «зубчатки», своєрідні петлиці, притаманні саме цій військовій формації. Згідно з типом зубчатки, була можливість визначити, до якого класу належить військовик, а також рід зброї. В залежності від роду зброї колір зубчатки міг бути синій (піхота), жовтий (кавалерія), малиновий (жандармерія), червоний (артилерія) або сірий (технічні війська). Зубчатка підстаршини та рядових військовиків (кольору роду військ), мала розміри 72×24 мм. Зубчатка молодшої старшини (була обведена золотим 3 мм шнуром), мала розміри 72×30 мм. Булавна старшина використовувала таку ж саму зубчатку, але на золотому прямокутному підкладі (72х30 мм). Генерали мали срібну зубчатку, на прямокутному золотому підкладі (72х34 мм)
.

### Середина XX століття
Під час Другої світової війни знаки розрізнення на петлицях носили службовці охоронної поліції (середні та старші чини).
Існували проекти запровадження петличних знаків розрізнення в УПА, але через напівпідпільний характер організації жоден з них не був реалізований через недоцільність.

## Російська імперія

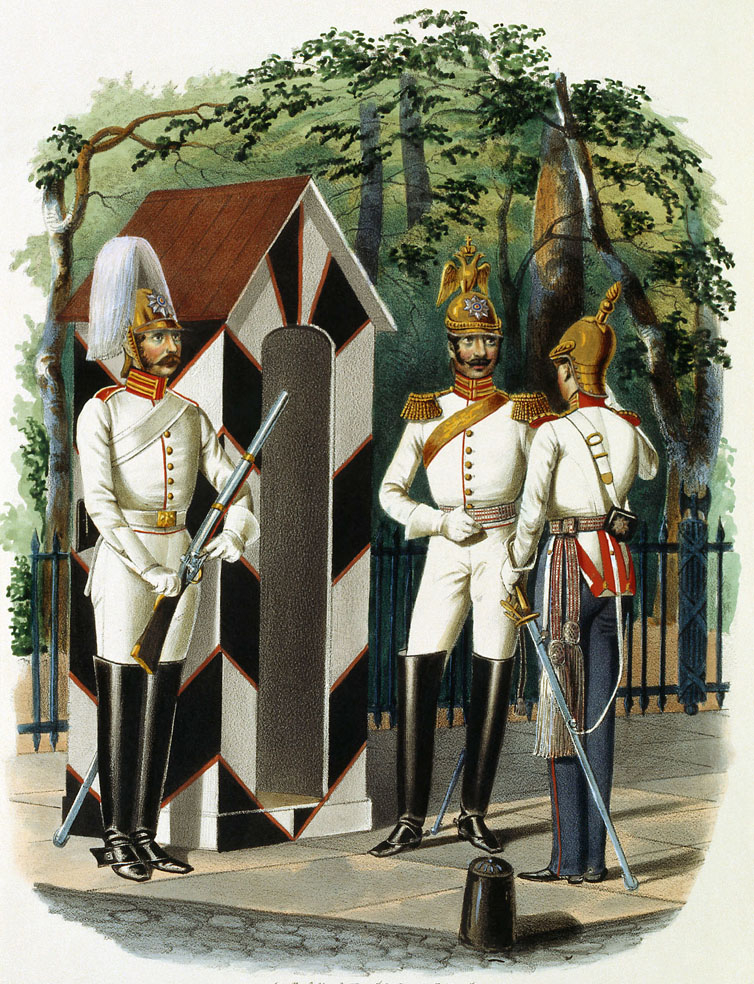
Військовики лейб-гвардії Кінного полку (1848)

Згідно з радянським «Військовим енциклопедичним словником», петлиці у російській імператорській армії з'явилися у 1764 році у генералів, у 1798 році у офіцерів та у нижніх чинів. Але згідно з «Історичним описанням одягу та озброєння російських військ» для генералів у 1764 році було встановлене лише золоте шиття у вигляді лаврів. За тим же джерелом, вперше петлиці епізодично з'являються в уніформі кавалергардів, які були тимчасово сформовані лише для участі у коронації Катерини I у 1724 році, з золотого галуна навкруги петель. У 1756 році петлиці з вовняного галуна на петлях вздовж бортів жупана (каптана), кольором «по произволу полкового командира», встановлюються для гобоїстів піхотних полків (було чинним до 1762 року). У 1762 році Петро III встановив нову форму російської армії, яка взорувала прусську військову моду уславлену перемогами Фрідріха II. Згідно з новими статутами, усім солдатам та офіцерам належало мати петлиці («шлейфи»), на петлях вздовж бортів та на обшлагах. У солдатів вони були з вовняної тасьми, жовтого або білого кольору, по кольору ґудзиків, на кінці могли мати китичку (залежало від полку), у офіцерів шиті з золотої або срібної ниті, у різних полках різного вигляду. Але вже в наступному 1763 році, при сходженні на престол Катерини II усі ці нововведення були відмінені.
У першій половині XIX століття петлиці були частиною одностроїв імператорської гвардії. У 1801 році була проведена реформа одностроїв. Гвардійські піхотні частини мали на стоячих комірах «гвардійські петлиці». Петлиці офіцерів мали різне золоте шиття у різних гвардійських частинах. Особливо яскравими були офіцерські петлиці у старих лейб-гвардійських полках (Преображенський, Семенівський та Ізмайлівський). Унтер-офіцери та нижні чини використовували жовті (гвардійська піхота) чи білі (гвардійські гренадери) петлиці. Нижні чини носили по дві петлиці на комірі. Спершу вони були з загостреним кінцем. Пізніше набули вигляду «котушок». Унтер-офіцери носили на комірі по одній петлиці, в зв'язку з тим, що місце для другої було зайнято унтер-офіцерським галуном, що йшов по коміру.
Петлиці також використовувалися гвардійською кавалерією. Офіцери мали на комірах вишиті золоті чи срібні петлиці. Колір петлиць залежав від типу кавалерії: кірасири (золоті чи срібні, в залежності від полку), драгуни (золоті), улани (золоті). Унтер-офіцери та нижні чини використовували жовті петлиці. Нижні чини носили по дві петлиці на комірі. Спершу вони були з загостреним кінцем. Пізніше набули вигляду «котушок». Унтер-офіцери носили на комірі по одній петлиці, в зв'язку з тим, що місце для другої було зайнято унтер-офіцерським галуном, що йшов по коміру. Жовті петлиці мали драгуни, улани, кірасири, лейб-гвардії козацький (донський) полк. Лейб-гвардії Кірасирський полк, мав загострені блакитні петлиці з ґудзиками.
Срібні петлиці мали офіцери інженерного корпусу. Також срібні петлиці на комірах у «шефських» полків.
У 1854 році петлиці (клапани) з ґудзиками, були на одностроях кавалерії, галунні петлиці у гвардії.
У 1855 році у піхоті був введений двобортний мундир з коміром кольору мундиру. Були введені петлиці на коміри, за якими була можливість побачити, до якого з чотирьох полків дивізії належав військовик.
Існували відзнаки у вигляді «георгіївських петлиць». На комірі та рукавах мундиру розташовувалися «котушки» зі стрічки кольорів ордена святого Георгія. Такі відзнаки у 1864 році отримав Нижньогородський драгунський полк за дії на Кавказі.
У 1872 році фасон військових мундирів піхоти було змінено. Зокрема коміри мундирів, стали одного кольору з мундирами, але було введено кольорові петлиці-клапани, за кольором яких можливо було побачити, до якого з чотирьох полків дивізії належить військовик. Військовики першої бригади (червоні погони), у першому полку мали червоні петлиці та околі, а у другому полку — світло-сині. Військовики другої бригади (світло-сині погони), у третьому полку мали білі петлиці та околі, у четвертому полку петлиці були відсутні, а околі були кольору мундиру. Прямокутні петлиці також розміщувалися на комірі шинелі, перші три полки мали на шинелі петлиці того ж кольору, як на мундирі, а четвертий полк мав на шинелі петлиці кольору мундиру (темно-зелені). Винятком з цього правила були полки, які були включені в дивізію як п'ятий полк (так Ковельський піхотний полк був у 38-й дивізії п'ятим полком), військовики такого полку мали брунатні погони, околі та петлиці. У кавказьких, туркестанських та оренбурзьких лінійних батальйонах були червоні петлиці. Західносибірські та східносибірські лінійні батальйони використовували світло-сині петлиці, а в військово-тюремних командах — малинові. Стрілецькі батальйони, артилерія, інженерні та місцеві війська петлиць не мали. Як і раніше, «шефські» полки мали на комірі петлиці у вигляді «котушок» з білої тасьми, але тепер вони почали розміщуватися на кольорових петлицях згідно з номером полку в дивізії.
У 1881 році відбулася чергова зміна одностроїв, кольори, як і раніше, позначали номер полку в дивізії. Майже такими же зостались і умови використання на петлицях гвардійських та шефських «котушок». Усі кавалерійські частини було перейменовано на драгунів, які також використовували кольорові петлиці на одностроях.
Також з 1907 року існував такий вид відзнаки підрозділів, як «георгіївські петлиці». На комірі мундиру (крім четвертого полку дивізії, зверху полкових петлиць) розташовувалися «котушки» зі стрічки кольорів ордена святого Георгія. Також «котушки» розміщувалися на рукавах мундиру.
Якщо звання у військах позначалося на погонах (чи еполетах), то цивільні ранги позначалися на прямокутних петлицях. Петлиці мали один чи два просвіта, чи генеральський (старші п'ять рангів) зигзаг в залежності від класу власника. Самі ранги позначалися п'ятипроменевими зірочками. Також на петлицях розміщувалася емблема відомства, до якого відносився чиновник. Петлиці для шинелі, несла на собі ґудзик з гербом.
Після  жовтневого перевороту 1917 року, та початку Громадянської війни (1917—1921) різні політичні сили та формування використовували петлиці різноманітних кольорів, як за імперських часів на шинелях. Поширені були шинельні петлиці серед так званої «Добровольчої армії», як то червоно-чорні (Корніловські ударні полки), білі (Дроздовський полк). Колір петлиць здебільшого збігався з кольором околі кашкету, та кольором погон нижніх чинів. Хоч здебільшого використовувалися петлиці захисного кольору. У західних частинах Добровольчої армії (частини Бермондта), де використовували німецький однострій, петлиці також носили на комірах мундиру.

## Радянська Росія таСРСР

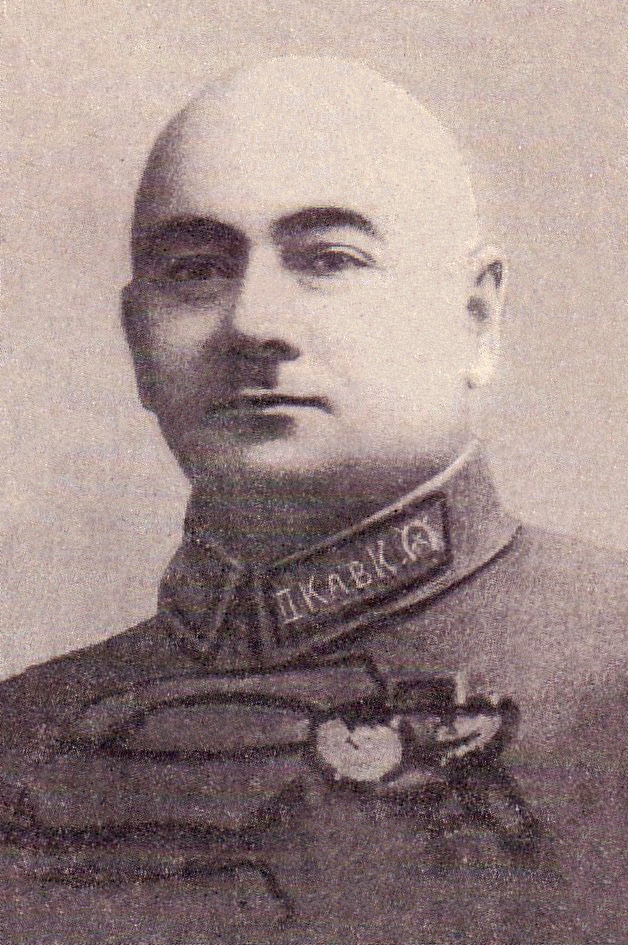
Котовський Г. І. Шифровка та емблема на петлицях вказує на належність до 2-го кавалерійського корпусу РСЧА (1924—1925)

У СРСР в 1935–1943 роках петлиці служили основним знаком розрізнення військових звань (у 1919—1935 військових посад).
Згідно з наказом РВРР № 116 від 16.01.1919 року у РСЧА з'явилися петлиці (на той час мали назву «клапан») на комірах шинелей та гімнастерок. Колір петлиць, збігався з кольором суконної зірки на головному уборі (будьонівка) і залежав від роду зброї. Кольори були встановлені такі: малинові для піхоти, сині для кавалерії, помаранчевий для артилерії, блакитний для авіації, чорний для інженерних частин, для прикордонних військ (входили до складу РСЧА) було надано зелений колір. Петлиці на гімнастерках були у формі паралелограма (чи прямокутника), також петлиці могли мати фігурний вигляд. Петлиці на шинелях спершу мали форму паралелограма (того ж типу, що й на гімнастерках), але потім були замінені петлицями у вигляді ромба, така форма носіння петлиць зберігалася до самого їх скасування у 1943 році. Розміри петлиць для 90×30(40) мм.
У січні 1922 року відбулася чергова зміна використання знаків розрізнення і правил носіння однострою військовиками. Зокрема для усіх військ, управлінь та установ військового відомства були введені емблеми родів військ та служб на петлиці гімнастерок та шинелей. Також поширюється позначення на петлицях шифровок підрозділів, у якому служив військовик. Петлиці для гімнастерок були у вигляді прямокутника (95×35 мм), для шинелей зберігалися у вигляді ромба. Також була змінена, та розширена система використання кольорів на петлицях, які отримали також кольорові канти. Система кольорів для військ та служб була дуже громіздкою та розгалуженою і виглядала так: піхота (малинові петлиці з чорним кантом), кавалерія (сині петлиці з чорним кантом), артилерія та інженерні частини (чорні петлиці з червоним кантом), авіація (блакитні петлиці з чорним кантом), війська зв'язку (чорні петлиці з жовтим кантом), залізничні війська та етапно-транспорті частини (чорні петлиці з світло-зеленим кантом), броньовані сили (червоні петлиці з чорним кантом), конвойна сторожа (сині петлиці з червоним кантом), загальновійськові та управління, установи, військкомати та місцеві частини військ (чорні петлиці з малиновим кантом), Реввійськради (бірюзові петлиці з червоним кантом), штаби (червоні петлиці з білим кантом). Також свої (за забарвленням) петлиці отримали головні управління та деякі управління: головне військово-інженерне управління (чорні оксамитові петлиці з червоним кантом), Головповітряфлот (блакитні оксамитові петлиці з чорним кантом), ГУ постачання (бірюзові петлиці з червоним кантом), управління зв'язку (чорні оксамитові петлиці з жовтим кантом), управління броньованих сил (червоні оксамитові петлиці з чорним кантом), головне господарське управління (темно-зелені петлиці з червоним кантом), головне санітарне управління (темно-сині петлиці з червоним кантом), головне ветеринарне управління (чорні петлиці з синім кантом), управління військових сполучень (чорні оксамитові петлиці з світло-зеленим кантом), «Всевобуч» (червоні петлиці з синім кантом), головне фінансове управління (темно-зелені петлиці з синім кантом), ГУ військово-навчальних закладів (червоні петлиці з синім кантом), Генеральний штаб (чорні оксамитові петлиці з червоним кантом), управління конвойної сторожі (сині петлиці з червоним кантом).

Петлиця зі знаками розрізнення оберштурмфюрера СС. Нацистська Німеччина

Наказом РВР СРСР № 807 від 20 червня 1924 року, вводяться градації типових керівно-стройових посад. З'являється поділ на молодший, середній, старший та вищій командний склад. Позначення посад переходить з нарукавних нашивок (клапанів) на петлиці гімнастерок та шинелей. Самі знаки розрізнення перенесені з клапанів на рукавах, до петлиць, уявляли собою відповідну кількість металевих, вкритих червоною емаллю трикутників (молодший командний склад), квадратів — «кубарів» (середній командний склад), прямокутників — «шпал» (старший командний склад) та ромбів (вищий командний склад). Розміри петлиць були 125×55 мм для гімнастерок та 130×125 для шинелей. Ця система зберігалася до 1935 року. Було значно спрощено кольорову систему розпізнавання військ. Нові петлиці мали такі кольори: піхота (малинові петлиці з чорним кантом), кавалерія (сині петлиці з чорним кантом), авіація (сині петлиці з червоним кантом), артилерія (чорні петлиці з червоним кантом), технічні війська (чорні петлиці з синім кантом), адміністративно-господарські служби, юстиція, лікарська та ветеринарна служби отримали темно-зелені петлиці з червоним кантом. Пізніше у жовтні того ж року отримали свої петлиці війська сполучень та хімічні війська, вони стали використовувати чорні петлиці з світло-зеленим кантом.
Наказом РВР № 1097 від 6.11.1925 року, авіатори отримали нові кольори на петлиці и стали використовувати блакитні петлиці з чорними кантами.
Наказом РВР СРСР № 721 від 2.12.1926 року, військово-хімічні частини отримали власні кольори на петлиці та емблеми. Петлиці були чорні з чорними кантами.
У зв'язку з переходом з територіально-кадрової системи до кадрової 22 вересня 1935 року, постановою ЦВК і РНК СРСР «О введенні персональних військових звань керівного складу Робітничо-Селянської Червоної Армії та о затвердженні положення про проходженні служби командним та керівним складом РСЧА», були введені персональні військові звання замість посадових звань. У грудні 1935 року, згідно з новими персональними військовими званнями, були затверджені відповідні знаки розрізнення. Система знаків розрізнення, була модифікованою попередньою системою, яка бере початок ще з 16 січня 1919 року. Крім петлиць позначення звання також дублювалося на рукавах системою стрічок у вигляді кутів золотого чи червоного кольору. Петлиці середньо, старшого та вищого командного складу були з золотою облямівкою. Петлиці військово-політичного складу не мали золотої облямівки, також замість кутів на рукаві, вони мали червону «комісарську зірку». Військово-технічний, — юридичний, — господарський, — лікарський, — ветеринарний, а також адміністративний та молодший керівний склад мали знаки розрізнення тільки на петлицях. На петлицях також були емблеми родів військ та служб, крім військово-політичного складу, в якого на петлицях лише знаки розрізнення. Розміри петлиць були 100×32,5 мм для гімнастерок та 110×90 мм для шинелей. Слід зауважити, що у ВМС знаки розрізнення були лише на рукавах у вигляді стрічок. Крім звання за кольором петлиць була можливість побачити рід військ чи службу військовослужбовця (не рахуючи емблем). У командного складу: червоні (маршали та генерали армії), малинові (піхота), сині (кавалерія), чорні (артилерія та технічні війська), чорні оксамитові (танкові війська), блакитні (авіація та хімічні війська). Всі петлиці мали золоту облямівку. У керівного, молодшого командного, рядового складів та курсантів: малинові з чорною облямівкою (піхота), сині з чорною облямівкою (кавалерія), чорні з червоною облямівкою (артилерія), чорні оксамитові з червоною облямівкою (танкові війська), чорні з синьою облямівкою (технічні війська), чорні з чорною облямівкою (хімічні війська), блакитні з чорною облямівкою (авіація), темно-зелені з червоною облямівкою (військово-господарська, адміністративна, лікарська та ветеринарна служби). Саме найвище військове звання, Маршал Радянського Союзу, мало особливі знаки розрізнення. Червоні петлиці у формі ромба (такого вигляду петлиці носилися раніше лише на шинелях) облямовані золотим шиттям, були прикрашені великою золотою зіркою.

Петлиці на гімнастерку та шинель комбрига РСЧА (1935—1940)

Підполковник ВПС СРСР Воронько О. Г. у однострої з петлицями, які використовувалися на початку 50-х років XX сторіччя

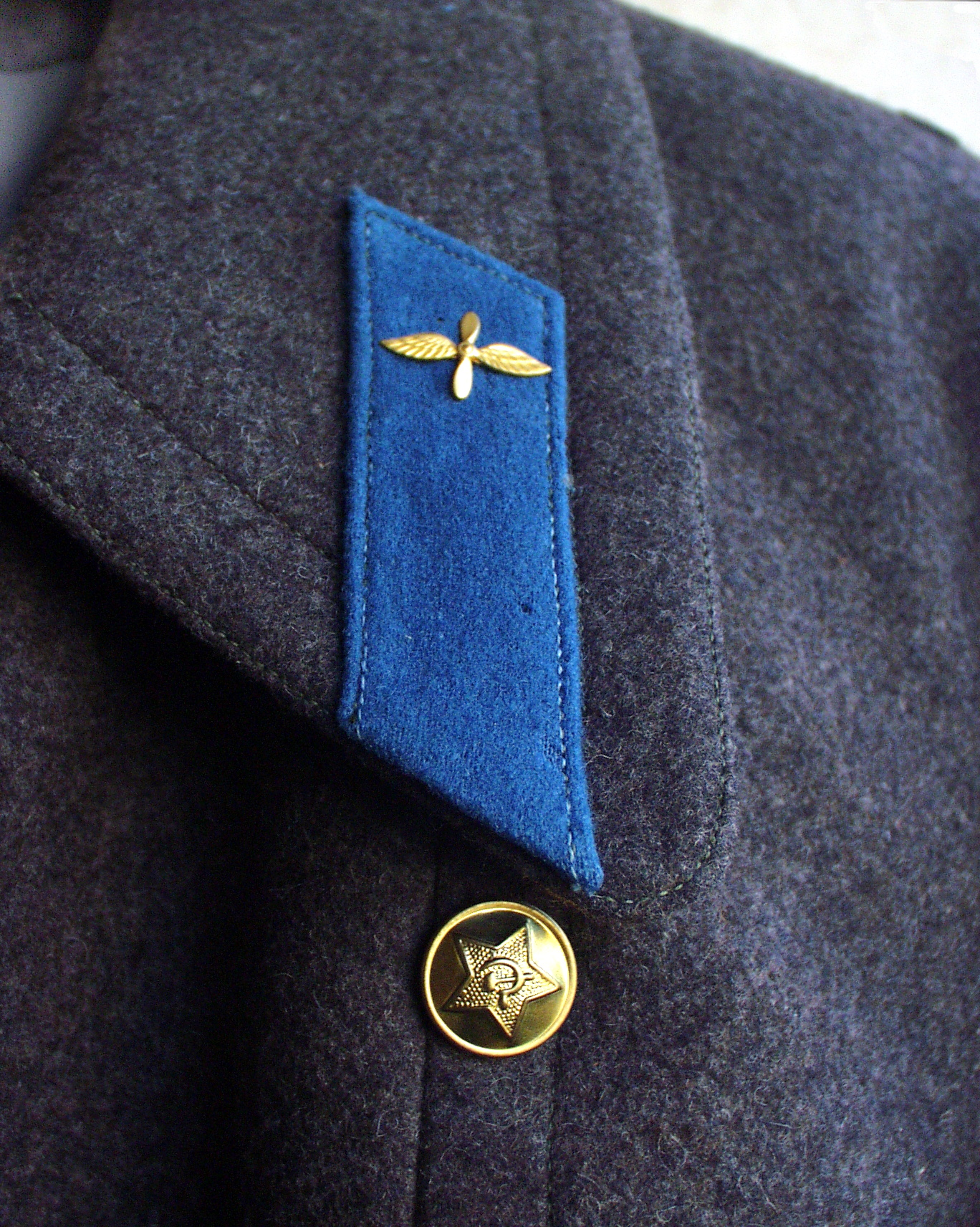
Петлиця на військової формі одягу радянського офіцера — що позначає рід військ (в даному випадку ВПС)

Слід зауважити, що у 1935 році з'явилися персональні спеціальні звання також у Головного Управління Державної Безпеки народного Комісаріату Внутрішніх Справ (ГУДБ НКВС). Знаки розрізнення, які носили службовці на синіх петлицях, були подібні до армійських, але несли зовсім інше значення та назву. Наприклад старший майор ДБ, мав на петлиці два «ромба» і дорівнював армійському комдиву. Комісар ДБ I-го рангу, носив на петлиці чотири «ромби» за зірку і дорівнював командарму I-го рангу. Прямої відповідності між званням Держбезпеки й РСЧА не було. Інші підрозділи НКВС мали таку ж систему звань та знаків розрізнення, як і РСЧА.
7 травня 1940 року указом Президії Верховної Ради Союзу РСР «О встановленні військових звань вищого командного складу Червоної Армії», були введені генеральські звання. Петлиці генералів, як й у маршалів, були у формі ромба з золотою облямівкою. Розміри петлиць були 110×75 мм для кітелів та 115×85 мм для шинелей. Звання позначалося п'ятипроменевими зірочками кількістю від двох (генерал-майор) до п'яти (генерал армії). Колір петлиць залежав від роду військ, до якого належав генерал, але генерал армії мав тільки червоні петлиці. Ця система проіснувала до 1943 року. Слід зауважити, що генеральські звання отримали не усі. Лише вищій командний склад та вищій керівний інтендантської служби. Вищий керівний склад військово-політичної служби чи юстиції, як й раніше носив ромби на старих петлицях.
Після початку Радянсько-німецької війни (1941 рік) набули поширення використання петлиць захисного кольору, зі знаками розрізнення вкритими зеленою емаллю.
У листопаді 1942 року інститут військових комісарів було скасовано. Військо-політичний склад був переатестований на загальновійськові звання, ставши «замполітами» (заступниками з політичної частини).
У 1943 році в РСЧА з'являються погони, які починають виконувати роль знаків розрізнення. Петлиці зникли з гімнастерок та кітелів, але залишилися на шинелях як знак (тільки за кольором) родів військ. Нові петлиці були поздовжні прямокутні, облямовані з трьох сторін, завширшки 32,5 мм. На петлиці розміщувався лише ґудзик, того ж типу, що й на однострої. Польові петлиці були захисного кольору, з облямівкою відповідною до кольору канту польових погон; маршальські та генеральські петлиці облямовані золотим кантом, а генерали лікарської, ветеринарної та військово-юридичною служб — срібним кантом. Повсякденні петлиці, того ж вигляду, що й польові. Колір петлиць маршалів Радянського Союзу — червоний, у генералів за родами військ: загальновійськові (червоні), артилерія та бронетанкові (чорні), авіація (блакитні), технічні війська та інтендантська служба (малинові), темно-зелені (лікарська та ветеринарна служби). Петлиці мали золоту облямівку, крім лікарів та ветеринарів, які мали срібну. Усі інші військовослужбовці використовували петлиці за родами військ та служб: малинові з чорними кантами (піхота, інтендантська та військово-юридична служба), чорні з червоними кантами (артилерія та танкові війська), блакитні з чорними кантами (авіація), світло-сині з чорними кантами (кавалерія), чорні з чорними кантами (інженерно-технічні війська), темно-зелені з червоними кантами (лікарська та ветеринарна служби).
Також у 1943 році на комірах парадних мундирів з'явилися прямокутні петлиці розмірами 82×27 мм. Колір петлиць виглядав так: малинові (піхота, інтендантська служба, військово-юридичний склад), чорні (артилерія, бронетанкові, інженерно-технічні війська), блакитні (авіація), світло-сині (кавалерія), темно-зелені (лікарська та ветеринарна служби). На петлицях старшого командного складу розміщувалися дві поздовжні, золоті стрічки перевиті срібною ниттю. На петлицях середнього командного складу — одна стрічка. На петлицях старшого та середнього інженерно-технічного, військово-юридичного і керівного складу інтендантської, лікарської та ветеринарної служб, стрічки були срібні з золотою ниттю. Стрічки розміщувалися одна над одною з просвітом у 0,5-1,0 мм, розміри стрічок дорівнювали 54×6,5 мм. На петлиці молодшого командного складу йшла одна поздовжня стрічка з шовкового золотистого галуну, завширшки 6 мм. У молодшого керівного складу стрічка біла сріблястою. На мундирах рядового складу, петлиці були «чисті». Цікаві петлиці НКВС, у середнього та старшого командного складу, на червоних петлицях розміщувалися «котушки», за формою, як імперські гвардійські.
27 червня 1945 року було введено звання Генералісимус Радянського Союзу, яке отримав Йосип Сталін. Однострій генералісимуса не був регламентований, але Сталін використовував кітель, на комірі якого були петлиці, як у маршалів на шинелях.
У 1949 році офіцери та генерали ВПС та бронетанкових військ отримують відкриті двобортні мундири, на яких розміщувалися петлиці, як на шинелях. На петлицях нижче ґудзика розміщувалися емблеми родів військ. Пізніше ґудзики зникли з петлиць мундирів та шинелей (в усіх родах військ), а емблеми стали розміщуватися у верхній частині петлиці.
У 1955 році Радянська Армія переходить на нову форму однострою з типу кітель, та мундир з петлицями. Для солдатів, сержантів, курсантів та офіцерів було встановлено п'ять кольорів: малиновий (піхота, мотострільці, ПДВ, юстиція), чорний (артилерія, бронетанкові війська, інженерні війська, війська зв'язку, автомобільні війська, залізничні війська, будівельні частини, військово-топографічна служба, служба військових сполучень), блакитний (авіація), темно-зелений (адміністративна, лікарняна та ветеринарна служби), хакі (польові). Кольори петлиць генеральських мундирів мали золоту облямівку, та мали кольори: червоний (маршали, генерали піхоти, мотострільців, ПДВ), блакитний (авіація), чорний (артилерія, бронетанкові війська), малиновий (інші генерали). Маршали мали на петлицях золотий дубовий лист, генерали лавровий (срібний чи золотий), усі інші емблему роду військ чи служби.
У 1963 році повітряно-десантні війська перейшли на блакитний колір авіації.
У 1970 році кольори петлиць спростилися. Зосталися чотири кольори: червоний — загальновійськовий та мотострілецький, блакитний — ВПС та ПДВ, чорний — решта військ та колір хакі для польової форми. Синій, темно-зелений та малиновий кольори скасували. Для генералів зосталися тільки три кольори: червоний (загальновійськові, танкові, артилерійські генерали та генерали ПДВ), блакитний (авіація), та малиновий для інших родів військ. У частинах КДБ використовувався волошковий колір, а у прикордонних військах КДБ — зелені. У верхній частині петлиці розташований петличній знак.
З березня 1988 року на петлицях використовувалися чотири кольори: червоний — загальновійськовий та мотострілецький, блакитний — ВПС та ПДВ, чорний — решта військ та колір хакі для польової форми. Для генералів (петлиці тільки на шинелях та пальто) зосталися тільки два кольори: блакитний (авіація та ПДВ), та червоний для інших родів військ.
Ці петлиці збереглися до самого розпаду СРСР у 1991 році. Після розпаду Союзу такі петлиці використовувалися деякий час в державах, що утворилися на місті СРСР. У додатку до наказу міністра оборони України № 150 від 12 червня 1995 року, «Про введення в дію Правил носіння військової форми одягу військовослужбовцями Збройних Сил України» петлиці вже не вказані серед елементів однострої військовослужбовців. Емблеми родів військ кріпилися прямо на коміри.

## Цікаві факти
- У художньому фільмі Анатолія Граника «Максим Перепелиця» (1955 рік) можна побачити якраз однострої СРСР зразка 1943 року, але які використовувалися у післявоєнний час. Герой Леоніда Бикова, як молодший сержант, використовує повсякденний кітель з малиновими петлицями, з поздовжньою стрічкою.